# 浜名湖アサリ貝毒事件

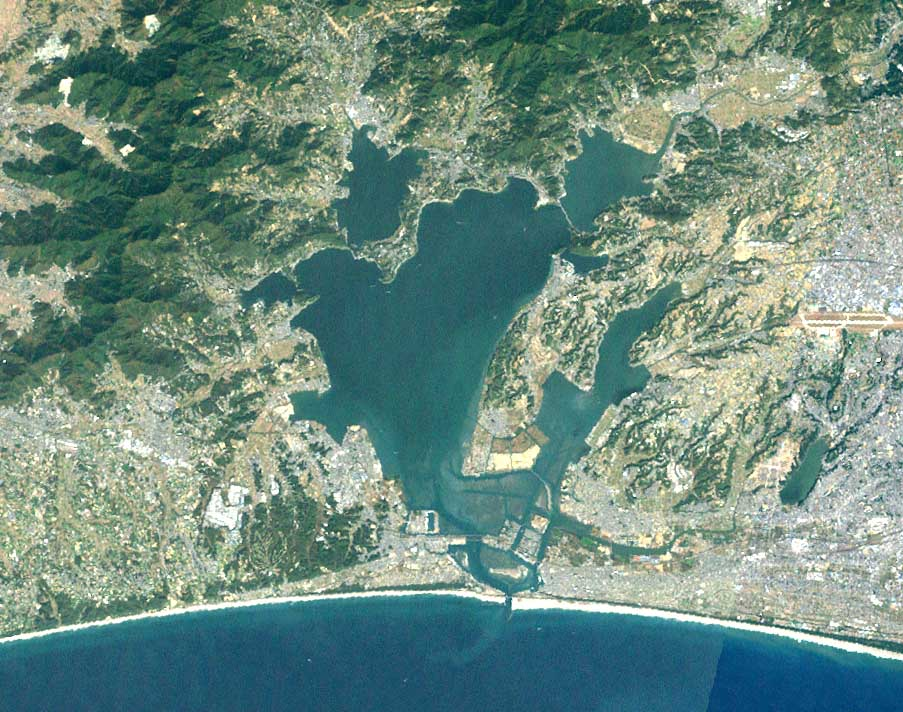
浜名湖

浜名湖アサリ貝毒事件（はまなこアサリかいどくじけん）とは、1942年（昭和17年）3月から1950年にかけて静岡県の浜名湖を中心にアサリやカキによる集団食中毒が発生した事件。

## 経過
最初の発生は3月2日頃に静岡県浜名郡新居町（現在の湖西市）の新居浜付近で発生したといわれている。東京大学医学部の秋葉朝一郎は1949年の報告で、1942年3月20日頃に発生し始めたとしている。3月28日に地域内での貝類採取が禁止され、4月4日に終息したが、334名が食中毒を発症し、うち144名が死亡した。この地域の当時の人口は10,552名だったため、73名に1人がこの食中毒事件により死亡した計算になる。翌1943年にも16名が食中毒を発症し、うち6名が死亡している:p.231。但し、1943年の死者は7名とする資料もある。秋葉は、アサリ10個から15個は安全量、40個から60個が中毒量と結論している:p.233。

## 原因物質
死者の増加を受けて、政府は伝染病研究所、厚生省、陸軍軍医学校の学識経験者を現地に派遣。浜松保健所で行われたネズミを使った実験で、食中毒の原因が浜名湖産のアサリであることが突き止められたが、アサリに含まれる何が食中毒の原因となったのかは不明であった。4月6日、静岡県衛生課では「塩基性アミンに付属する毒物」と推定する結果を公表したが、毒素そのものや毒素を生み出す細菌を特定することはできなかった。
秋葉は1949年に、毒性物質はエタノールには不溶だがメタノールには易溶で、淡褐色粉末状と報告している:p.243。そしてイガイ毒、フグ毒とは異なる未知の物質である可能性があるとして、アサリ毒 (Venerupin) と名付けている:p.244。当時は、細菌説、プランクトン説、等の原因が色々と推察されゴニオラックス（Gonyaulax）という渦鞭毛藻が出す毒素が食中毒の原因ではないかとも考えられた。野口玉雄は2003年の総説の中でこの件に触れ、毒化原因は不明と解説している:p.908。